# Kemono Michi
Kemono Michi (けものみち Kemonomichi?, lit. Sendero de animales) es una serie de manga escrita por Natsume Akatsuki e ilustrada por Mattakumo-suke y Yumeuta. Es serializada en la revista mensual Shōnen Ace de Kadokawa Shoten desde noviembre de 2016 y ha sido compilada en catorce volúmenes tankōbon hasta la fecha. Una adaptación al anime titulada Hataage! Kemono Michi producida por ENGI fue estrenada el 2 de octubre de 2019.

## Sinopsis
Genzō Shibata es un luchador profesional famoso, conocido en el mundo de la lucha libre como Animal Mask.
En la noche del combate por el título de Campeón del Mundo, de repente es teletransportado a un mundo de fantasía por una princesa, quien le pide que actúe como un asesino de bestias y libere el reino de las malvadas bestias que infestan sus bosques. Sin embargo, Genzō también es un verdadero amante de los animales, e inmediatamente rechaza la orden, noqueando a la princesa con un suplex alemán y huye abandonando el castillo.
Solo en un mundo nuevo, Genzō se aliará muy pronto con la chica lobo Shigure, uniéndose a ella al gremio local y comenzando una nueva carrera como cazadora de bestias. Sin embargo, en lugar de matarlos, su objetivo es hacerse amigo y capturar tantos monstruos como sea posible, para hacer realidad su mayor sueño: convertirse en el dueño de una tienda de mascotas.

## Personajes
Genzō Shibata (柴田 源蔵 Shibata Genzō?) / Animal Mask (ケモナーマスク Kemonā Masuku?)
 Seiyū: Katsuyuki Konishi
Un famoso luchador profesional transportado a un mundo de fantasía para convertirse en un cazador de bestias y matar al Rey Demonio. Sin embargo, debido a su profundo amor por los animales, rechaza la idea de matar monstruos, prefiriendo capturarlos vivos para convertirse en el dueño de una tienda de mascotas. Su fuerte empatía con los animales le permite hacerse amigo de casi todos los monstruos que encuentra en un abrir y cerrar de ojos, pero cuando se le provoca, demuestra ser un luchador excepcional. Desafortunadamente, a pesar de sus esfuerzos, sus éxitos en hacer que los monstruos sean dóciles y amigables le han hecho ganar el título de "asesino de bestias" entre los demás cazadores, para su rabia.
Macadamian Ogre (マカデミアンオーガ Makademian Ōga?)
 Seiyū: Tetsu Inada
Un luchador profesional, rival y oponente de Animal Mask por el título del Campeón Mundial, cuyo nombre de batalla es MAO (Rey Demonio). Su combate fue interrumpido cuando Genzō fue teletransportado al otro mundo por la princesa Altena, y desde entonces lo ha buscado sin cesar para que puedan terminar su combate. Cuando las fuerzas oscuras en el nuevo mundo llaman a su propio "héroe", MAO es transportado al mundo de fantasía por la princesa vampiro Joanna (en un intento de derrotar a Hanako), uniéndose a su gente en la guerra contra los humanos y convirtiéndose en el nuevo Rey Demonio.
Shigure (シグレ?)
 Seiyū: Akira Sekine
Una de las compañeras de Genzō, es una loba extremadamente codiciosa y ambiciosa cuyo sueño es hacerse rica. Sin embargo, su terrible sentido de los asuntos le hizo perder una gran cantidad de oro que había recibido en préstamo de un grupo de usureros, lo que la obligó a firmar un contrato como esclava para pagar su deuda. Después de haber sido salvada por Genzō, ella se une a él en su búsqueda para convertirse en una famosa cazadora de bestias, con el fin de recolectar suficiente dinero para realizar su sueño. Su mordaza más conocida es que cuando Genzō ataca al héroe caballero Heat Haze por intentar aniquilar a las bestias con sus espadas, ella roba las espadas de este último y las vende, pretendiendo afirmar que alguien ha "soltado" una espada "de la nada".
Hanako (花子?)
 Seiyū: Yuki Yagi
Una chica dragón y la heredera de una familia noble que dejó su castillo para conocer el mundo. Se une a Genzō para cumplir su sueño de probar la carne de cada monstruo del mundo. Su verdadero nombre es Lindabrea Fafnir Gildmerag (ファフニール・ギルドメラグ・リンダブレア Fafunīru Girudomeragu Rindaburea?), posteriormente apodada Hanako por Genzō.
Carmilla Vanstein (ヴァンシュタイン・カーミラ Vanshutain Kāmira?)
 Seiyū: Arisa Sakuraba
La criada vampiro de Hanako. Cuando Hanako se une a Genzō, Carmilla la sigue, a pesar de su disgusto por Genzo. Como la mayoría de los vampiros, le teme al agua bendita y al ajo, y necesita un paraguas para cubrirse del sol. Aunque parece arrogante y rencorosa con Genzō, trata de apaciguar todos los caprichos de Hanako, que parecen casi obsesivos. Ella desperdicia el dinero que ganan y lo usa estrictamente en alcohol para su propio consumo.
Jeeg (ジーク Jiku?)
Una misteriosa hormiga gigante que trabaja para Genzō. Se desconocen sus motivaciones.
Orc King (オークキング Ōku Kingu?)
 Seiyū: Daisuke Ono
El líder de una aldea de ogros cuyos habitantes usan humanos amenazadores y atacantes. Una vez que Genzō recibió la misión del gremio para poner fin al problema, llega a la aldea y desafía al Orc King a un combate de lucha libre. Después de ser derrotado, el orco considera que Genzō es un luchador honorable y digno de confianza, y acepta mantener a sus hombres lejos de los asentamientos humanos a partir de ahora.
Altena Elgard Ratis (エルガルド・ラティス・アルテナ Erugarudo Ratisu Arutena?)
 Seiyū: Rie Suegara
La princesa que convocó a Genzō al mundo. Inmediatamente después de su llegada, ella le pide que derrote al Rey Demonio y las horribles bestias que deambulan por la tierra, solo para que él la venciera con un suplex alemán, revelando su ropa interior al mundo. Ahora, todos en el reino la conocen como la "Princesa de las Nalgas" y todavía intenta convencer a Genzō de que mate al Rey Demonio. Más adelante en el manga, después de ser humillada en uno de sus combates de lucha libre, se convierte en masoquista.
Joanna (イオアナ Ioana?)
 Seiyū: Sora Amamiya
La princesa heredera de todos los vampiros, cuya gente libra una guerra interminable contra los humanos y otras especies. Una vez que escuchó que la princesa llamó a Genzō a su mundo para luchar contra ellos, realiza el mismo ritual para llamar al luchador MAO a su mundo, convirtiéndolo en el campeón de los vampiros.
Rose (ローゼ Rōze?)
 Seiyū: Kana Aoi
La criada de Joanna y la clase más alta de los vampiros. Cuando Joanna le dice a Hanako que podría proporcionarle un sirviente vampiro aún más fuerte, Rose se enfrenta a Carmilla para demostrar su punto. Después de que Rose gana fácilmente, Hanako golpea tanto a Joanna como a Rose y dice que está contenta con su sirviente actual, con fallas y todo.
Hiroyuki (ひろゆき?)
 Seiyū: Mie Sonozaki, Rie Suegara
El perro mascota de Genzō que fue transportado con él al nuevo mundo. Con frecuencia es objeto de secuestro por Edgar, un amigo criminal de Misha y Wolfgang, principalmente para vengarse de Genzō, pero también porque, como el único miembro conocido de su especie en el nuevo mundo, se le considera raro y valioso. Como dijo una vez Genzō, si vendiera tanto a Hiroyuki como a Carmilla, obtendría mucho más por el perro que por ella.
Misha (ミーシャ Mīsha?)
 Seiyū: Hana Tamegai
Una chica bestia mitad humano y mitad gato. Genzō se acerca a ella cuando llegó por primera vez al nuevo mundo. Su amor por los animales les causó mucho estrés tanto a ella como a su hermano Wolfgang cuando los acarició y acarició su pelaje en contra de su voluntad. Desde entonces, ella ve a Genzō solo como un pervertido y busca venganza para derrotarlo.
Wolfgang von Kraftman (ヴォルフガング・フォン・クラフトマン Urufugangu fon Kurafutoman?)
 Seiyū: Kenichiro Matsuda
Un hombre lobo y hermano de Misha. Si bien inicialmente parece brusco y brutal, le teme al aire libre después de su primer encuentro con Genzō, ya que teme encontrarse con él nuevamente. Debido a esto, generalmente está en contra de los planes de venganza de Misha contra Genzō.
Edgar (エドガー Edogā?)
 Seiyū: Taketora
Un comerciante de la ciudad y compañero de Misha y Wolfgang. Al igual que Misha, conoce a Genzō solo como un pervertido y la ayuda con sus ideas de venganza.
Celes (セリス Serisu?)
 Seiyū: Aoi Koga
Una chica bestia medio humana (chica lagarto), se acerca a Genzō para convertirse en su aprendiz. Después de rechazar inicialmente su solicitud, finalmente acepta después de darse cuenta de que ella es en parte lagarto y que su vientre y su abdomen están escamosos.
Kobold wife (コボルトの奥さん Koboruto no Okusan?)
 Seiyū: Junko Minagawa
Una mujer bestia con aspecto de oso local, ella desprecia a Genzō hasta que él la felicita por su apariencia y pelaje, haciéndola desmayarse y enamorarse de él, a pesar de que está casada. Se la ve con frecuencia por la ciudad en busca de Genzō a espaldas de su marido.
Kobold husband (コボルトの旦那さん Koboruto no Dannasan?)
 Seiyū: Hiroki Yasumoto
Un hombre bestia con aspecto de oso local, casado con una de su propia especie. Genzō se le acerca para competir en la lucha libre de la ciudad y aunque era intencionalmente el antagonista de Genzō, debido a las interacciones de su esposa, acepta participar en después de desafiarlo y perder en un duelo con Genzō. Finalmente, se gana el respeto del propio Genzō en el proceso.

## Medios

### Manga
| N.º | Fecha de lanzamiento     | ISBN original          |
| --- | ------------------------ | ---------------------- |
| 1   | 25 de abril de 2017      | ISBN 978-4-04-105543-4 |
| 2   | 26 de octubre de 2017    | ISBN 978-4-04-105549-6 |
| 3   | 24 de julio de 2018      | ISBN 978-4-04-107051-2 |
| 4   | 26 de enero de 2019      | ISBN 978-4-04-107904-1 |
| 5   | 25 de septiembre de 2019 | ISBN 978-4-04-108231-7 |
| 6   | 26 de noviembre de 2019  | ISBN 978-4-04-108853-1 |
| 7   | 26 de julio de 2020      | ISBN 978-4-04-109634-5 |
| 8   | 26 de febrero de 2021    | ISBN 978-4-04-110933-5 |
| 9   | 25 de septiembre de 2021 | ISBN 978-4-04-111836-8 |
| 10  | 26 de mayo de 2022       | ISBN 978-4-04-112477-2 |
| 11  | 26 de diciembre de 2022  | ISBN 978-4-04-113267-8 |
| 12  | 25 de noviembre de 2023  | ISBN 978-4-04-113916-5 |
| 13  | 25 de julio de 2024      | ISBN 978-4-04-114945-4 |
| 14  | 25 de octubre de 2024    | ISBN 978-4-04-115308-6 |

### Anime
La revista Monthly Shōnen Ace de Kadokawa Shoten anunció una adaptación al anime el 18 de enero de 2019. Más tarde se anunció que la adaptación sería titulada Hataage! Kemono Michi (旗揚！ けものみち Hataage! Kemonomichi?, lit. ¡Lanzamiento de negocio! Sendero de animales), con animación de ENGI. La serie fue dirigida por Kazuya Miura, con Tōko Machida realizando el guion de la serie y Tomoka Noumi en el diseño de los personajes. Se emitió del 2 de octubre al 18 de diciembre de 2019 en AT-X, Tokyo MX, TVA, KBS, SUN y BS11. También se transmitió por AbemaTV. NoB y Katsuyuki Konishi interpretaron el tema de apertura de la serie "Fight! Kemona Mask" (闘魂！ ケモナーマスク?), mientras que Momosumomosu interpretó el tema final de la serie "Anecdote" (アネクドット?). Funimation ha licenciado la serie para un SimulDub.